# Hélène Lenoir
Pour les articles homonymes, voir Lenoir.
Hélène Lenoir est une romancière française, née à Neuilly-sur-Seine en 1955.
Germaniste de formation, depuis 1980 elle habite en Allemagne où elle enseigne le français dans un collège, près de Francfort-sur-le-Main (Hesse). C'est en 1994, à l'âge de 39 ans, qu'elle publie son premier roman, La Brisure, chez les Éditions de Minuit. 
Ses œuvres sont marquées par l'exploration des liens familiaux et conjugaux avec leurs failles, leurs silences, leurs névroses.

« Ma façon d’écrire, très suggestive, ouvre une infinité de portes et
de fenêtres au lecteur, qui est libre de partir dans d’autres directions que les miennes. »

(Extrait d'une interview d'Hélène Lenoir.)

## Œuvres
- La Brisure, Paris, Éditions de Minuit, 1994, 125 p. (ISBN 978-2-7073-1475-8)
- Bourrasque, Paris, Éditions de Minuit, 1995, 155 p. (ISBN 978-2-7073-1516-8)
- Elle va partir, Paris, Éditions de Minuit, 1996, 170 p. (ISBN 978-2-7073-1574-8)
- Son nom d'avant, Paris, Éditions de Minuit, 1998, 219 p. (ISBN 978-2-7073-1648-6)
- Le Magot de Momm, Paris, Éditions de Minuit, 2001, 191 p. (ISBN 978-2-7073-1762-9)[1]
- Le Répit, Paris, Éditions de Minuit, 2003, 128 p. (ISBN 978-2-7073-1815-2)
- L'Entracte, Paris, Éditions de Minuit, 2005, 124 p. (ISBN 978-2-7073-1906-7)[3]
- La Folie Silaz, Paris, Éditions de Minuit, 2008, 219 p. (ISBN 978-2-7073-2049-0)[4]
- Pièce rapportée, Paris, Éditions de Minuit, 2011, 192 p. (ISBN 978-2-7073-2165-7)[5]
- La Crue de juillet, Paris, Éditions de Minuit, 2013, 160 p.  (ISBN 9782707322678)[6]
- Tilleul, Paris, Éditions Grasset et Fasquelle, 2015, 192 pages  (ISBN 978-2-246-85676-4)[7],[8],[9]
- Demi-tour, Paris, Éditions Grasset et Fasquelle, 2017, 208 pages
- Sous le voile, Paris, Éditions Grasset et Fasquelle, 2022, 224 pages

### La Crue de juillet
Thérèse (38 ans) quitte la France, pour trois jours, pour un entretien avec un peintre réputé et refusant les entretiens, Will Jung (70 ans), en Allemagne du Sud. Dora Menzel a tout arrangé, mais n'est pas là pour l'accueillir. Elle se retrouve seule dans son appartement, s'ennuie, s'énerve, sort, rencontre un homme seul, à une terrasse de restaurant : Il la regarde, elle l'aborde. Karl Ritter (53 ans) l'accompagne, en conversation (en français) et en promenade, vers la Fondation Jung. Il connaît sa femme Yvonne, leur maison, puisque son père architecte l'a construite, et que lui-même l'a transformée (freiner le délabrement, p. 58). 
Deux jours plus tôt, le fleuve en furie, sans doute le Danube, ou un affluent comme l'Isar a emporté une enfant et sa mère, Madina S., réfugiées tchétchènes. Karl songe surtout à son ancienne amie, Hella, délirante et depuis un an sous traitement médical... Le samedi soir, Thérèse se retrouve à un concert avec le gratin du fin fond de la province (p. 122), et y rencontre les divers protagonistes...
Incipit : 
Le fleuve, Thérèse se souvenait que le chauffeur de taxi le lui avait montré en venant de l'aéroport. À mi-parcours peut-être, ils l'avaient longé sur quelques centaines de mètres et, sentant qu'il l'observait dans son rétroviseur, elle avait tourné la tête pour regarder ce qu'il voulait qu'elle voie, disant oui, à tout hasard (p. 9).
Citation :
« Les petites filles sages vont au ciel, disait le proverbe ; les petites insolentes vont partout,..., ».

## Distinctions
- 1999 : Nomination pour le Prix du Livre Inter pour Son nom d'avant[11]